# Усконосци
Усконосци или усконоси мајмуни (Catarrhini) су један од два дела инфрареда симијана (Simiiformes), при чему други део сачињавају платирини (мајмуни Новог света или широконосци (Platyrrhini)).
Они живе у Африци, Европи и Азији, али осим људи, који су исто део ове групе, не настањују Америку, Аустралију и Антарктик. Раздвајањем Африке од Јужне Америке услед раздвајања континенталних плоча, развијају се одвојено од мајмуна Новог света.
Ова се група дели на две натпородице:
- Репати мајмуни Старог света (Cercopithecoidea) имају, што се може разумети већ из овог назива, реп. У овој натпородици је само једна породица, Cercopithecidae. Овој породици припада највећи део врста примата Африке, Азије и Европе, међу њима је род Cercopithecus, макаки као једини род примата из подпородице Cercopithecinae која живи првенствено у Азији, павијани и лангури.
- су супротно горе набројаним, безрепи. Уз неке изумрле групе, овде спадају гибони (или мали човеколики мајмуни) и велики човеколики мајмуни као и људи.
- Поред наведених, познате су још неке групе мајмуна Старог света које су изумрле, као Propliopithecidae (с родовима Propliopithecus и Aegyptopithecus) и Pliopithecidae.

## Класификација и еволуција
Човеколики мајмуни и мајмуни Старога света раздвојили су се од својих мајмунских рођака Новога света приближно пре 40 милиона година. До главне поделе Catarrhini дошло је пре око 25 милиона година, а гибони су се одвојили од великих мајмуна и људи пре око 18 милиона година.
- Парворед Catarrhini
  - Натпородица 
    - Породица Cercopithecidae: мајмуни Старог света

  - Натпородица 
    - Породица Hylobatidae: гибони (или мали човеколики мајмуни)
    - Породица Hominidae: велики човеколики мајмуни и људи